# Clumping-Faktor A
Der Clumping-Faktor A (Clumpingfaktor A) ist ein von bestimmten Bakterien, vor allem von Staphylococcus aureus und anderen Staphylococcus-Stämmen gebildetes Protein, das auf deren Zelloberfläche lokalisiert ist.

## Funktion
Es handelt sich um einen so genannten Fibrinogen-Rezeptor, der einzelne Fibrinmoleküle (Fibrinmonomere) im Blutplasma durch Bindung aktivieren kann. Dies führt zu einer Verklumpung des Blutplasmas (Plasmaagglutination), daher der Name Clumpingfaktor. Darüber hinaus bindet der Clumpingfaktor A spezifisch an Fibrinogen, so dass er zur Gruppe der Adhäsine gezählt wird. Adhäsine spielen eine wichtige Rolle beim Infektionsprozess. Der Clumpingfaktor A ist damit ein wichtiger Virulenzfaktor von Staphylococcus aureus.

## Diagnostische Bedeutung
Der Clumpingfaktor kann über verschiedene Agglutinationsverfahren nachgewiesen und damit zur Diagnostik einer Infektion mit Staphylococcus aureus herangezogen werden. Im Rahmen der Koagulase-Reaktion kann die Aktivität der Plasmakoagulase und des Clumpingfaktors A nachgewiesen werden.
Allerdings gibt es auch Koagulase-negative Staphylokokken, beispielsweise Staphylococcus lugdunensis, die den Clumpingfaktor bilden und aufgrund des Testergebnisses mit S. aureus verwechselt werden können.